# Petrovice (okres Bytča)
Petrovice (Hongaars:Trencsénpéteri) is een Slowaakse gemeente in de regio Žilina, en maakt deel uit van het district Bytča.
Petrovice telt 1472 inwoners.